# El Houssaine Ouchla
El Houssaine Ouchla (1 de dezembro de 1970) é um ex-futebolista profissional marroquino que atuava como defensor.

## Carreira
El Houssaine Ouchla representou a Seleção Marroquina de Futebol nas Olimpíadas de 2000.